# Urszula Krupa
Urszula Irena Krupa (ur. 20 października 1949 w Łodzi) – polska polityk, lekarz anestezjolog, nauczyciel akademicki, dziennikarka, posłanka na Sejm IV kadencji, deputowana do Parlamentu Europejskiego VI i VIII kadencji.

## Życiorys
W 1973 ukończyła studia lekarskie na Akademii Medycznej w Łodzi. Od 1975 pracowała jako asystent, w 1977 i 1984 uzyskała specjalizacje I i II stopnia z anestezjologii i reanimacji. Na AM w Łodzi otrzymała stopień doktora nauk medycznych, od 1986 była adiunktem na tej uczelni, a od 2001 starszym wykładowcą na Wydziale Lekarskim w Zakładzie Anatomii Prawidłowej i Klinicznej.
Od 1994 zatrudniona w katolickim podyplomowym Studium Dziennikarskim przy Radiu Maryja (powstałym w tymże roku). W 1995 zaczęła prowadzić w Radiu Maryja cotygodniową audycję Porady lekarskie. Podjęła także współpracę z Telewizją Trwam i „Naszym Dziennikiem”, a w 2003 została wykładowcą w Wyższej Szkoły Kultury Społecznej i Medialnej w Toruniu. Dołączyła do stowarzyszenia Rodzina Polska. Z ramienia tej organizacji bez powodzenia ubiegała się o mandat radnej Łodzi w wyborach samorządowych w 1998. 
W latach 2001–2004 sprawowała mandat posłanki na Sejm IV kadencji. Została wybrana liczbą 6093 głosów w okręgu łódzkim, startując z listy Ligi Polskich Rodzin. W 2003 została przewodniczącą struktur LPR w województwie łódzkim. W Sejmie zasiadała m.in. w Komisji Zdrowia oraz Podkomisji nadzwyczajnej do rozpatrzenia rządowego projektu ustawy o zmianie ustawy o zakładach opieki zdrowotnej.
W czerwcu 2004 została wybrana w okręgu łódzkim na deputowaną do Parlamentu Europejskiego liczbą 27 901 głosów – pokonała m.in. startującego wówczas z pierwszego miejsca Ryszarda Bendera. Pracowała w Komisji Praw Kobiet i Równouprawnienia oraz w Komisji Ochrony Środowiska Naturalnego, Zdrowia Publicznego i Bezpieczeństwa Żywności, brała również udział w delegacji do spraw stosunków z Afryką Południową. Zasiadała we frakcji Niepodległość i Demokracja.
W 2006 odeszła z LPR. W wyborach do Parlamentu Europejskiego w 2009 bez powodzenia ubiegała się o reelekcję z ramienia Prawa i Sprawiedliwości (otrzymała 54 175 głosów). Także bez powodzenia kandydowała z listy PiS (ponownie jako bezpartyjna) w wyborach parlamentarnych w 2011 w okręgu piotrkowskim oraz w wyborach do Parlamentu Europejskiego w 2014. W czerwcu 2016 powróciła do PE, obejmując mandat zwolniony przez Janusza Wojciechowskiego. Przystąpiła do grupy Europejscy Konserwatyści i Reformatorzy, jednak nie znalazła się w delegacji PiS, zostając eurodeputowaną niezależną. W 2019, startując z listy PiS, nie uzyskała reelekcji.